# Krieg gegen den Terror

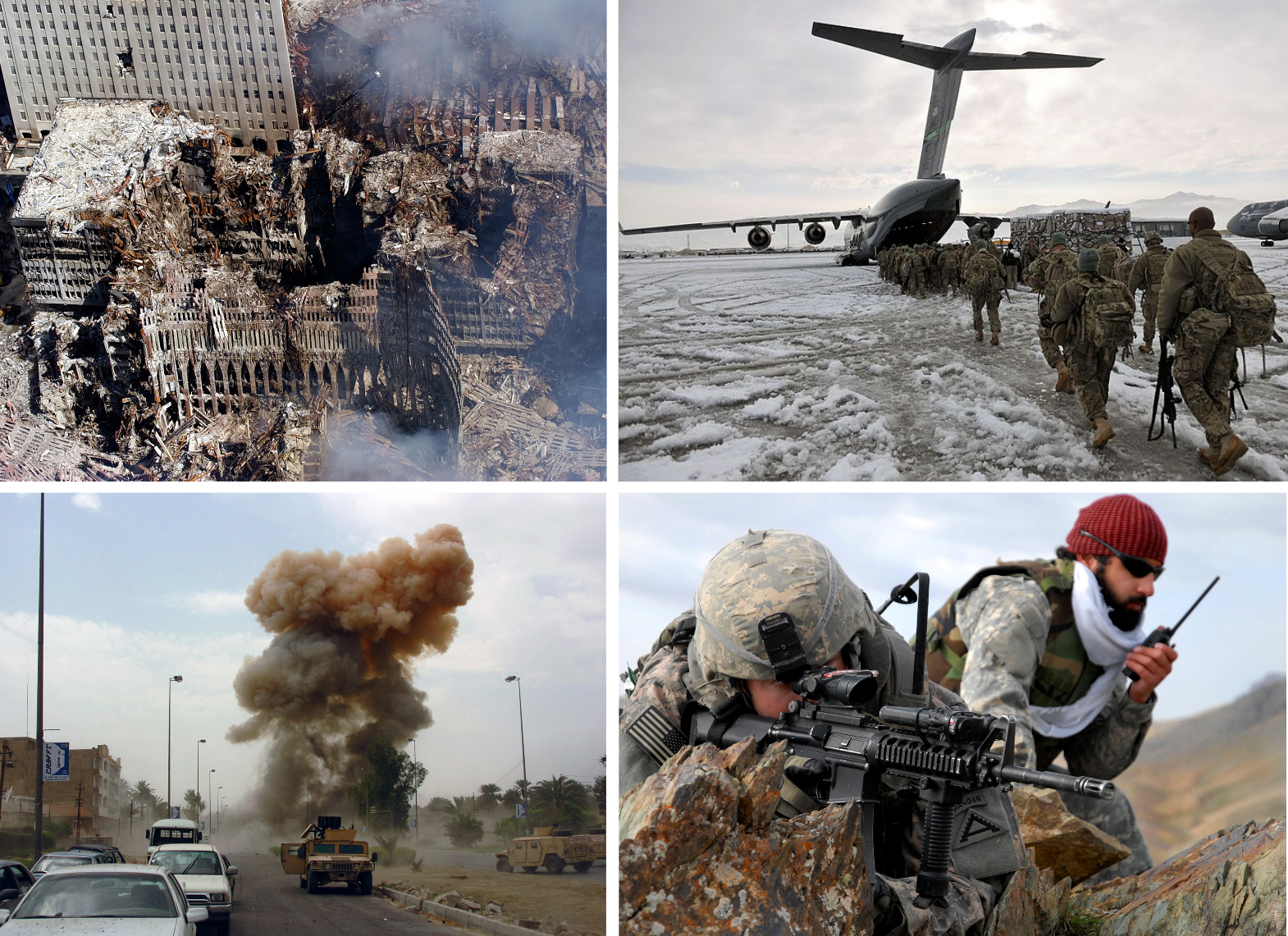
Collage aus Bildern des Krieges gegen den Terror:
oben links: die Ruinen des World Trade Centers nach den Anschlägen vom 11. September 2001,
oben rechts: US-Soldaten mit einer Boeing C-17 Globemaster in Afghanistan,
unten links: eine Bombe explodiert nahe einem US-Konvoi bei Bagdad,
unten rechts: US-Soldaten im Gefecht in Afghanistan.

Krieg gegen den Terror (englisch War on Terror) oder Krieg gegen den Terrorismus (englisch War on Terrorism bzw. Global War on Terrorism, kurz GWOT) war ein vor allem von der damaligen US-Regierung unter George W. Bush verbreitetes politisches Schlagwort, worunter politische, militärische und juristische Schritte gegen den internationalen Terrorismus nach den Anschlägen vom 11. September 2001 zusammengefasst wurden. Darunter verstand die Regierung Bush den Kampf sowohl gegen terroristische Vereinigungen als auch gegen Staaten, die terroristische Organisationen unterstützen.
Ende März 2009 gab die damalige US-Außenministerin Hillary Clinton bekannt, die Regierung Obama werde den Begriff nicht mehr verwenden. 2013 bekräftigte Präsident Barack Obama, anstelle dieses Schlagworts „beharrliche Anstrengungen gegen Netzwerke von Extremisten“, die Amerika bedrohen, zu unternehmen.
Eine Studie des „Costs of War“-Projekts der Brown University bringt die Gesamtzahl der Todesfälle des Krieges gegen den Terror im Irak, in Afghanistan und in Pakistan zwischen 518.000 und 549.000. Laut einer Studie des IPPNW sind im „Krieg gegen den Terror“ weit über eine Million Menschen getötet worden.

## Begriffsgeschichte
Die Bezeichnung „Krieg gegen den internationalen Terrorismus“ verwendete 1986 erstmals die US-Regierung unter Präsident Ronald Reagan, nach dem Anschlag vom 18. April 1983 auf die US-Botschaft in Beirut, dem Anschlag auf die Multinationalen Streitkräfte im Libanon am 23. Oktober 1983 und nach mehreren Attentaten auf Flugzeuge. Zusammengefasst wurden unter diesem Begriff Maßnahmen der Regierung Reagan im Nahen Osten und in Nordafrika. 
Vorher war die Bezeichnung zuletzt 1977 von Time im Zusammenhang mit der Befreiung der Landshut-Geiseln in Mogadischu verwendet worden. 
Unmittelbar nach den Terroranschlägen am 11. September 2001 wurde der Ausdruck von der US-Regierung unter Präsident George W. Bush wieder aufgegriffen, der ankündigte, einen weltweiten „Krieg gegen den Terrorismus“ (engl. „War on Terrorism“) zu führen.
Der Begriff knüpft an ähnliche, von früheren US-Regierungen geprägte Termini wie „Krieg gegen Armut“ („War on Poverty“) oder „Krieg gegen Drogen“ („War on Drugs“) an. Bush sagte bei seiner Rede am 16. September 2001: „This crusade, this war on terrorism is going to take a while.“ Nach Kritik an dem Wort Kreuzzug (engl. crusade) entschuldigte sich Bush; das Wort wurde nicht mehr verwendet. Zugleich wird der Ausdruck „War on Terror“ aufgrund seiner wörtlichen Bedeutung eines „Krieges gegen das Entsetzen“ kritisiert (siehe auch Abschnitt Kritik). Erstmals verwendet wurde der Begriff Terrorism nach dem Bombenanschlag auf die Wall Street am 16. September 1920. Wegen des Ziels der Täter, „panische Angst“ und „Entsetzen“ zu schaffen, wurden sie als Terroristen bezeichnet.

## Proklamation

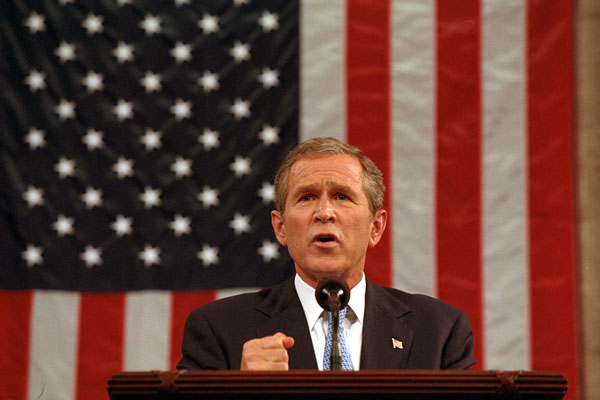
George W. Bush verkündet den „Krieg gegen den Terror“

Die Kernsätze der Ansprache des US-Präsidenten George W. Bush am 20. September 2001 vor dem Kongress lauteten:

„Unser Krieg gegen den Terror beginnt mit Al-Qaida, aber er endet nicht dort. Er wird nicht enden, bis jede terroristische Gruppe von globaler Reichweite gefunden, gestoppt und geschlagen ist.

[…]

Die Amerikaner sollten nicht einen Kampf erwarten, sondern eine langwierige Kampagne, anders als alle, die wir je gesehen haben. Diese könnte dramatische Angriffe einschließen, die im Fernsehen übertragen werden, und versteckte Operationen, die auch bei Erfolg geheim bleiben. Wir werden den Terroristen ihre Geldmittel abschneiden, sie gegeneinander aufbringen, sie von Ort zu Ort treiben, bis es für sie keine Zuflucht oder Ruhe mehr gibt. Und wir werden die Staaten verfolgen, die dem Terrorismus Hilfe zur Verfügung stellen oder ihm einen sicheren Hafen bieten. Jedes Land in jeder Region muss sich jetzt entscheiden – entweder es steht an unserer Seite oder an der Seite der Terroristen.“

Die US-Regierung erfuhr in der Folge weltweite Unterstützung anderer Regierungen in ihrem Bemühen um eine „Koalition gegen den Terror“, aber es gab auch Kritiker und Staaten wie Deutschland, die sich an dem Krieg gegen den Terror nicht offensiv beteiligten.
Ende 2021 wurde formal der Kriegszustand weiter fortgesetzt; damit sind die USA seit mehr als 20 Jahren im Kriegszustand. Die Entscheidung, den Kriegszustand auch gegen den Irak, trotz des Truppenabzugs in Afghanistan Mitte 2021, zu beenden, wurde (wie schon mehrere Male zuvor) im USA-Kongress während der Behandlung des Militärbudgets vertagt. Damit kann auch das weltweit umstrittene Gefangenenlager der Guantanamo Bay Naval Base des US-Militärs weiter betrieben werden.

## Vereinbarkeit mit der UN-Charta
Die US-Regierung betrachtete nach den Anschlägen am 11. September 2001 den Terrorismus nicht mehr als bloßen kriminellen Akt, sondern als eine Form des Krieges. Dieser Sichtweise hat sich die internationale Gemeinschaft weitgehend angeschlossen, indem der Sicherheitsrat der Vereinten Nationen in der Resolution 1368 vom 12. September 2001 das naturgegebene Recht zur individuellen und kollektiven Selbstverteidigung im Einklang mit Art. 51 der Charta anerkannte und alle internationalen terroristischen Handlungen als Bedrohung des Weltfriedens und der internationalen Sicherheit betrachtete.
Nach Überzeugung der Regierung Bush könne sich die amerikanische Nation erst wieder sicher fühlen, nachdem der globale Terrorismus beseitigt worden sei. Präemptive Interventionen wurden mit dem Argument legitimiert, dass ein Präemptivschlag mitunter die einzige Möglichkeit einer Verteidigung sei.

## Wirkung des Kriegs gegen Terror
Nach den Anschlägen vom 11. September 2001 wurden Suizidattentäter und das hinter ihnen stehende Netzwerk als Großmacht interpretiert und ein neuartiger Dauerkrieg eröffnet. Während des „Krieges gegen Terror“ hat sich die Zahl der Dschihadisten vervielfacht. Der Politikwissenschaftler Peter R. Neumann prognostizierte 2015 eine weitere Zunahme von Terrorismus und schätzte die Zahl der Dschihadisten auf über hunderttausend.

## Reaktionen

### UN
Nach den Anschlägen des 11. Septembers wurde der UN-Sicherheitsrat mit den Resolutionen 1368 sowie Resolution 1373 und das Counter Terrorism Committee aktiv. Auch die Anti-Terrorismus-Konventionen, die in der UN-Generalversammlung seit den 1960er Jahren erlassen wurden, fanden nach den Terroranschlägen auf die USA neue Beachtung und wurden vermehrt ratifiziert. Der Sicherheitsrat der Vereinten Nationen verabschiedete einstimmig eine von den USA vorgelegte Resolution zur Bekämpfung des internationalen Terrorismus, die durch Anwendung des Kapitel VII der UN-Charta für alle Mitgliedstaaten der UN bindend wurde. In Artikel 41 von Kapitel 7 der UN-Charta werden insbesondere Maßnahmen unter Ausschluss von Waffengewalt wie z. B. Embargos oder der Abbruch der diplomatischen Beziehungen aufgeführt.

### NATO
Die NATO rief am 12. September 2001, unter dem Vorbehalt „sofern die Terrorangriffe von außen gegen die USA gerichtet waren“, erstmals in ihrer Geschichte den Bündnisfall gemäß Artikel 5 der NATO-Charta aus. Die NATO-Charta spricht von einem „bewaffneten Angriff“ und der Ausübung des in Artikel 51 der Satzung der UN anerkannten Rechts der Selbstverteidigung.

### Afghanistan/Taliban
Bushs Ansprache war aber auch ein konkreter Appell an die zu dem Zeitpunkt in Afghanistan regierenden Taliban gewesen, die Unterstützung des Terrornetzwerkes al-Qaida aufzugeben und namentlich deren Führer Osama bin Laden auszuliefern. Da dieser Appell der US-Führung fruchtlos blieb, begannen die USA und Großbritannien am 7. Oktober 2001 mit Luftangriffen gegen Afghanistan, wobei sie gleichzeitig Lebensmittelrationen abwarfen, um deutlich zu machen, dass die Angriffe nicht der Bevölkerung Afghanistans gälten. Trotz militärischer Erfolge wie der „Befreiung Afghanistans“ von dem Taliban-Regime gelang es während des Krieges nicht, die Führungsspitze von al-Qaida gefangen zu nehmen.
Unterdessen wurde der Krieg von mehreren Seiten heftig kritisiert. So wird die Entscheidung von Präsident Bush, im Rahmen der Einrichtung und Nutzung des Lagers auf Guantánamo Bay vom 7. Februar 2002 den Taliban den Kombattantenstatus zu verweigern und damit die Geltung des Kriegsvölkerrechts einzuschränken, überwiegend als illegal angesehen.

## Aktionen

### Maßnahmen (Auswahl)
National und international gab und gibt es eine ganze Reihe von Maßnahmen und Aktionen der US-Regierung, die im Zusammenhang mit dem Kampf gegen den Terrorismus stehen:
- Im Oktober 2001 präsentierte Präsident Bush eine Liste der 22 meistgesuchten Terroristen
- Am 7. Oktober 2001 begannen amerikanische und britische Streitkräfte mit der Operation Enduring Freedom (OEF) in Afghanistan und im Seegebiet am Horn von Afrika gegen den Terrorismus
- Am 26. Oktober 2001 wird der Patriot Act US-Gesetz
- Im Dezember 2001 kündigten die USA den ABM-Vertrag mit Russland über die Begrenzung von Raketenabwehrsystemen wegen der Bedrohung durch „Schurkenstaaten“ mit Raketen
- Am 4. September 2002 wurde die Bush-Doktrin (National Security Strategy) der Öffentlichkeit vorgestellt, nach der sich die USA Präventivschläge gegen Staaten vorbehalten, von denen die Gefahr ausgeht, dass Terroristen in Besitz von Massenvernichtungswaffen gelangen könnten. Dies diente auch der juristischen Vorbereitung des Irakkrieges.
- 25. November 2002 – Einführung eines „Ministeriums für Innere Sicherheit“ zum 1. Januar 2003, das mit rund 170.000 Mitarbeitern die nach dem Verteidigungsministerium zweitgrößte Behörde wurde. Es handelte sich um die größte Umstrukturierung der US-Regierung seit 1947.[21]
- ab 20. März 2003 – Irakkrieg
- Im Jahr 2003 – Programm zur „Terrorist Information Awareness“
- Außerdem verschärfte sich die Außenpolitik der USA gegen Länder, die Kriege gegen sogenannte Schurkenstaaten ablehnten.
- Überwachung finanzieller Transaktionen in Zusammenarbeit mit SWIFT von 2001 bis heute. (SWIFT-Abkommen)
- Gefangennahme sog. ungesetzlicher Kombattanten (unprivileged combatants) auf Guantánamo Bay und in Geheimgefängnissen ab 2002.
- Am 31. Juli 2022 wurde Aiman az-Zawahiri, die Nummer 1 des Terrornetzwerks al-Qaida, von einer amerikanischen Drohne in Kabul im Rahmen einer Geheimdienstoperation gezielt getötet.

### Operation Enduring Freedom
Die Operation Enduring Freedom (OEF, engl. Operation dauerhafte Freiheit) vom 7. Oktober 2001 bis zum 28. Dezember 2014 hatte das Ziel, Führungs- und Ausbildungseinrichtungen von Terroristen auszuschalten, Terroristen zu bekämpfen, gefangen zu nehmen und vor Gericht zu stellen. Außerdem sollten Dritte dauerhaft von der Unterstützung terroristischer Aktivitäten abgehalten werden. Die Operation bestand aus zwei weitgehend unabhängigen Teiloperationen, die in Afghanistan (Krieg 2001–2002, Ziel u. a. der Sturz der Taliban) und im Seegebiet am Horn von Afrika stattfanden. An diesen Operationen waren bis zu etwa 70 Nationen beteiligt, darunter Deutschland. Die Operation wurde vom amerikanischen Regionalkommando USCENTCOM mit Hauptquartier in Tampa/Florida geführt.
Rechtsgrundlage für die OEF war die Resolution 1368 des Sicherheitsrats der Vereinten Nationen vom 12. September 2001, mit der die Terroranschläge von New York und Washington als bewaffneter Angriff auf die Vereinigten Staaten und als Bedrohung für den internationalen Frieden und die internationale Sicherheit verurteilt wurden.
Der deutsche Beitrag bestand im Wesentlichen aus einem Marinekontingent, das von Dschibuti aus im Roten Meer, im Golf von Aden und im westlichen Teil des Indischen Ozeans operierte. Die Bundeswehr stellte außerdem Lufttransportkräfte, Sanitätskräfte, ABC-Abwehrkräfte, Spezialkräfte und die erforderlichen Unterstützungskräfte.
Im März 2007 beschloss der deutsche Bundestag mit großer Mehrheit den Einsatz von Aufklärungs-Tornados in Afghanistan.

### Verschwindenlassen von Terrorverdächtigen

Logo von Amnesty International. Eines der zentralen Tätigkeitsgebiete der Organisation ist, auf das Schicksal von „verschwundenen“ Menschen aufmerksam zu machen, die von staatlichen Sicherheitskräften aus politischen oder religiösen Gründen entführt wurden. Die Organisation kritisierte die Entführung von Terrorverdächtigen und das Betreiben von Geheimgefängnissen durch die USA.

Im Rahmen des Kriegs gegen den Terror waren die USA seit etwa 2001 dazu übergegangen, terrorverdächtige Personen zu entführen und ohne Gerichtsverfahren über längere Zeit in weltweit verteilten Geheimgefängnissen zu inhaftieren, vom US-Militär als Black sites bezeichnet. Es sind mehrere Fälle bekannt geworden, bei denen sich nach mehrmonatiger bis jahrelanger Haft herausstellte, dass die Verhafteten unschuldig bzw. Opfer einer Verwechslung waren. Der bekannteste Fall in Deutschland ist Murat Kurnaz.
Laut Amnesty International wird diese illegale Praxis außer von den USA auch von einer Vielzahl weiterer Länder praktiziert.
Diese illegale Vorgehensweise deckte sich mit der Definition des Verschwindenlassens von Personen, das im 2002 in Kraft getretenen Rom-Statut als Verbrechen gegen die Menschlichkeit definiert ist. Es bildet eine der Rechtsnormen für die Rechtsprechung des Internationalen Strafgerichtshofs in Den Haag. Die Regierung von Präsident Bush forderte lange Immunität für US-Bürger, die der Strafgerichtshof aber nicht gewähren konnte. Daher haben die USA mit 50 Staaten bilaterale Abkommen geschlossen, die eine Auslieferung von US-Bürgern aus diesen Ländern nach Den Haag verhindern sollen. Im Jahr 2003 strich die US-Regierung die Militärhilfe für 35 Länder, die solche Abkommen noch nicht unterzeichnet hatten.
In Deutschland wurden 2007 im Zusammenhang mit der Entführung des deutschen Staatsbürgers Khaled al-Masri Haftbefehle gegen 13 CIA-Agenten ausgesprochen. In Italien werden wegen der Entführung des Imams Abu Omar 26 CIA-Agenten per Haftbefehl gesucht.
Nach offiziellen US-Angaben wurden die von der CIA betriebenen Geheimgefängnisse außerhalb der USA im Laufe des Jahres 2006 geschlossen. Laut einem Bericht der Financial Times war diese unter anderem vom Menschenrechtsrat der UNO lange geforderte Entscheidung dadurch beschleunigt worden, dass Verhörspezialisten der CIA sich wegen der unklaren Rechtslage geweigert hatten, in diesen Einrichtungen weiterhin Gefangene zu verhören.
Am 22. Januar 2009, dem zweiten Tag nach seiner Amtsübernahme, befahl Präsident Barack Obama mit sofortiger Wirkung die Schließung aller CIA-Geheimgefängnisse und verbot die Anwendung von Folter durch die CIA. Die Schließung des Gefängnis Guantanamo wurde jedoch ausgesetzt.

#### 36 „dauerhaft verschwundene“ Verdächtige
Im Jahr 2006 veröffentlichte ein Zusammenschluss von sechs Menschenrechtsorganisationen, darunter Amnesty International und Human Rights Watch, eine Liste mit 36 Personen, die entweder erwiesenermaßen oder mit hoher Wahrscheinlichkeit von US-Behörden unter Terrorverdacht gefangen gehalten wurden, und die „verschwunden“ (engl. disappeared) seien. Sie seien weder wieder aufgetaucht, noch würden die US-Behörden Fragen zu ihrem weiteren Schicksal oder deren Verbleib beantworten. Diese Situation hatte sich bis zum April 2009 noch nicht wesentlich geändert. Die Juraprofessorin Margaret Satterthwaite hierzu:

„Bis die US-Regierung das Schicksal und den Verbleib dieser Individuen aufklärt, sind diese Menschen noch verschwunden, und Verschwindenlassen ist eine der schwerwiegendsten internationalen Menschenrechtsverletzungen. (Until the U.S. government clarifies the fate and whereabouts of these individuals, these people are still disappeared, and disappearance is one of the most grave international human rights violations.)“

## Auswirkungen in Deutschland
Im Zuge des „Krieges gegen den Terror“ wurden in Deutschland umfangreiche Maßnahmen zum Schutz gefährdeter Objekte und zur Überwachung Verdächtiger eingeführt, die mit dem Schutz der Inneren Sicherheit begründet werden:
- Verabschiedung verschiedener Anti-Terror-Gesetze, darunter des Terrorismusbekämpfungsgesetzes (TBG)
- Verschärfung der gesetzlichen Regelungen (z. B. durch das Gesetz zur Umsetzung des Rahmenbeschlusses des Rates vom 13. Juni 2002 zur Terrorismusbekämpfung und zur Änderung anderer Gesetze vom 22. Dezember 2003 (BGBl I 2003, 2836)) (vgl. auch Luftsicherheitsgesetz und die entsprechende Entscheidung des Bundesverfassungsgerichts)
- Verschärfung der Polizeigesetze der Länder und des Bundes
- Verstärkte Sicherheitsvorkehrungen für gefährdete Objekte (z. B. Botschaften und Konsulate der USA und Großbritanniens, Synagogen)
- Verstärkte Zusammenarbeit der Sicherheitsbehörden aus Bund und Ländern
- Sammlung von sämtlichen Angaben über Personen, über die sich durch Querverweise ein Verdacht auf geplante Attentate erhärten könnte in der „Antiterrordatei“.
- Eine geheime Vereinbarung wurde geschlossen, wonach der BND große Datenmengen aus der eigenen Fernaufklärung der NSA zur Verfügung stellt, was im Verlauf der Überwachungs- und Spionageaffäre 2013 öffentlich wurde. Die vereinbarte Gegenleistung ist unklar.

Die Notwendigkeit und Wirksamkeit dieser Maßnahmen wird zum Teil kontrovers diskutiert. Strittig ist dabei auch, ob Bürgerrechte und dabei insbesondere die Freiheitsrechte unzulässig beschnitten werden.

## Todesopfer
Laut einer Untersuchung der IPPNW belaufen sich die Opferzahlen von 2001 bis 2014 des „War on Terror“ in Irak, Afghanistan und Pakistan – bei konservativer Auslegung der Quellenlage – auf weit über 1 Million Tote.

## Kritik
Kritiker sind der Meinung, dass es ein Widerspruch sei, eine Kriegserklärung abzugeben, ohne einem Staat den Krieg zu erklären. Der „Krieg gegen den Terrorismus“ bewirke damit die Schaffung eines permanenten Ausnahmezustandes und schaffe einen rechtsfreien Raum: Echte oder vermeintliche Feinde, die im Rahmen des Kriegs gegen den Terror gefangen wurden, gelten nach dem Military Commissions Act vom Oktober 2006 als „ungesetzliche Kombattanten“. Ihnen werden weder die Schutzrechte für Kriegsgefangene zugestanden, die die Genfer Konventionen vorschreinben, noch die des amerikanischen Strafprozessrechts, das Angeklagten einen Rechtsbeistand und einen fairen Prozess garantiert. Da der Krieg gegen den Terror global ausgefochten wird, maßt sich, wie die amerikanische Rechtswissenschaftlerin Stephanie Cooper Blum kritisiert, die Exekutive ihres Landes das Recht an, einseitig jede Person auf der Welt als feindlichen Kämpfer bezeichnen und bis zum Ende des Kriegs gegen den Terror, also auf unbestimmte Zeit und ohne strafrechtliche Anklage festzuhalten und zu verhören. Sie können zum Beispiel in Guantánamo Bay oder in Abu Ghraib – interniert und zum Beispiel mit Waterboarding gefoltert. 
Ebenso wird angeführt, die Kriegsrhetorik beeinflusse – wie auch das popularisierte Schlagwort „Vierter Weltkrieg“ – das Angstempfinden vieler Menschen, die Anschläge in ihrer Dimension als Kriegserklärung empfanden. Das Aufgreifen des Begriffes sei viel mehr der Versuch einer Regierung, Angriffskriege (wie z. B. den auf den Irak) und die Einschränkung von Grundrechten (z. B. durch den Patriot Act) zu rechtfertigen. Auch hochrangige amerikanische Institutionen wie der US Supreme Court beziehen hierzu eine kritische Position (vgl. die Grundsatzentscheidungen Rasul gegen Bush und Hamdan gegen Rumsfeld).
Des Weiteren wird der Patriot Act kritisiert, der fundamentale Grundrechte einschränkt, Folter legitimieren soll und teilweise die Gewaltenteilung in den USA aufhebt.
Der Politiker Michael Meacher schrieb im The Guardian, im September 2000 sei vom neokonservativen Think Tank „Project for the New American Century“ ein Dokument mit dem Titel „Rebuilding America's Defences“ (übersetzt: „Wiederaufbau der Verteidigung Amerikas“) für Dick Cheney, Donald Rumsfeld, Paul Wolfowitz, Jeb Bush (George Bushs jüngerer Bruder) und Lewis Libby (Cheneys Stabschef) erstellt worden. Das Dokument zeigt, dass Bushs Kabinett beabsichtigte, als Ausführung der Pax Americana die militärische Kontrolle über die Golfregion zu übernehmen, unabhängig davon, ob Saddam Hussein an der Macht wäre oder nicht. Ein Jahr vor dem 11. September geschrieben, würden Nordkorea, Syrien und Iran als gefährliche Regime bezeichnet, und ihre Existenz rechtfertige die Schaffung eines „weltweiten Führungs- und Kontrollsystems“. Das Dokument wäre „eine Blaupause für die US-Weltherrschaft“ (Blaupause im Sinne von „ein Plan“) und eine bessere Erklärung für das, was vor, während und nach dem 11. September geschah, als der weltweite Krieg gegen den Terrorismus bietet." (Originalzitat: "Finally – written a year before 9/11 – it pinpoints North Korea, Syria and Iran as dangerous regimes, and says their existence justifies the creation of a „worldwide command and control system“. This is a blueprint for US world domination. But before it is dismissed as an agenda for rightwing fantasists, it is clear it provides a much better explanation of what actually happened before, during and after 9/11 than the global war on terrorism thesis. This can be seen in several ways.")
Die US-amerikanische Praxis gezielter Tötungen im Rahmen des „War on Terror“ ist laut einem Kommentar von Christian Rath in Legal Tribune Online völkerrechtswidrig. Eine Verfassungsbeschwerde zweier jemenitischer Staatsangehöriger gegen Einsätze bewaffneter Drohnen durch die Vereinigten Staaten von Amerika (USA) in Jemen unter Nutzung technischer Einrichtungen auf der Ramstein Air Base wies das Bundesverfassungsgericht mit Urteil vom 15. Juli 2025 allerdings zurück.